# Wing Bowl
Wing Bowl ist ein US-amerikanisches Wettessen, das seit 1993 jährlich in Philadelphia von einem Radiosender veranstaltet wird. Bei der ersten Veranstaltung, die in einem Hotel abgehalten wurde und in dem nur zwei Wettkampfteilnehmer gegeneinander antraten, nahmen nur 150 Personen teil. Mittlerweile zieht die Veranstaltung, bei der die Wettkampfteilnehmer in einer gegebenen Zeit so viele Chicken Wings wie möglich essen müssen, 20.000 Besucher an und wird im Wells Fargo Center in Philadelphia ausgetragen. Es findet traditionell am Freitagabend vor dem Super Bowl statt, einem der wichtigsten Sportereignissen in den USA. Am Wettbewerb nehmen Frauen und Männer teil. 2003 gewann die weniger als fünfzig Kilogramm wiegende Sonya Thomas den Wettbewerb.
Wing Bowl war eine Idee des WIP-Radiosprechers Al Morganti angesichts einer langen Serie von Niederlagen der Philadelphia Eagles, der Football-Mannschaft Philadelphias, die wenig Hoffnung machte, dass diese Football-Mannschaft auf absehbare Zeit im Finale des Super Bowls stehen würde. Seitdem hat sich Wing Bowls zu einem Ereignis entwickelt, über das in den US-amerikanischen Medien breit berichtet wird und an dem mehrere Lokalberühmtheiten Philadelphias teilnahmen. Bereits im Vorfeld berichtet der Radiosender WIP über mehrere Wochen über dieses bevorstehende Ereignis. Teilnehmer für das Finale im Wells Fargo Center qualifizieren sich, indem sie während einer Radioshow in einem der Studios des Radiosenders wetten, eine bestimmte Menge eines Lebensmittels in einer vorgegebenen Zeit zu essen. Teilnehmer haben sich beispielsweise qualifiziert, indem sie 20 cups (4,8 Liter) Haferbrei verzehrten. Die zweite Möglichkeit, sich als Teilnehmer des Wing Bowls zu qualifizieren, ist es, ein sogenanntes Wing Off zu gewinnen, ein Wettessen im Vorfeld des Wing Bowls, bei dem die Teilnehmer ebenfalls Chicken Wings verzehren.

## Einzelbelege
1. ↑   Fagone, S. 194